# تنگه‌های یانگ‌تسه
تنگه‌های یانگ‌تسه (انگلیسی: Three Gorges) یا سه‌دره (چینی ساده‌شده: 三峡; چینی سنتی: 三峽; پین‌یین: ) سه درهٔ مجاور و متوالی در امتداد بخش میانهٔ رودخانه یانگ‌تسه هستند که در درون سرزمین چین قرار دارند. این دره‌ها با آب و هوای موسمی نیمه‌گرمسیری، به خاطر مناظر طبیعی‌شان شناخته شده‌اند.
سه‌دره شامل دره قوتانگ، که به دنبال آن دره وو و در نهایت دره شی‌لینگ قرار دارد، در مجموع ۱۹۳ مایل (۳۱۱ کیلومتر) را پوشش می‌دهد که از شهر بایدی در چونگ‌چینگ در غرب آغاز شده و در پاس نانجینگ در ایچانگ، هوبئی در شرق پایان می‌یابد. در بین این دو نقطه، کوه‌های فنگ‌جی و کوه‌های وو در چونگ‌چینگ و همچنین بادونگ، زیگوی و ایچانگ در استان هوبئی قرار دارند.

## مسیر رودخانه یانگ‌تسه

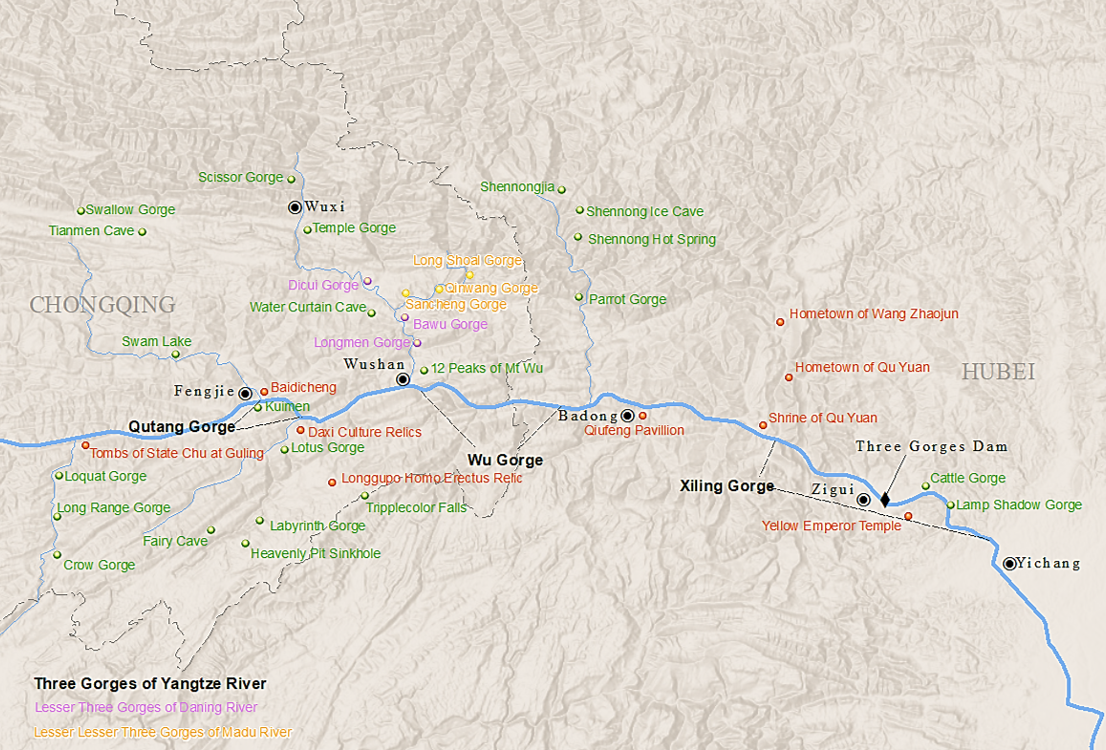
نقشه سه‌دره

بعد از رسیدن به ایبلین (宜宾)، در سیچوآن (四川)، رودخانه یانگ‌تسه (长江) از منطقه جیانگجین (江津) در چونگ‌چینگ به ایچانگ (宜昌) در هوبئی (湖北) جریان می‌یابد و این بخش از رودخانه به نام چوانجیانگ (川江) یا «رودخانه سیچوآن» شناخته می‌شود. در گذشته، این تنها مسیر آبی بود که سیچوآن و گوئیژو را به مناطق شرقی چین متصل می‌کرد. (رودخانه وو (乌江) از گوئیژو عبور کرده و در منطقه فولینگ (涪陵) در چونگ‌چینگ وارد یانگ‌تسه می‌شود). در جریان پایین‌تر، چوانجیانگ از کوه‌های وو—دومین پله از خشکی اصلی چین—عبور کرده و دره قوتانگ (瞿塘峡)، دره وو (巫峡) و دره شی‌لینگ (西陵峡) را در امتداد رودخانه یانگ‌تسه شکل می‌دهد که به این منطقه نام سه‌دره داده است.

## منطقه سه‌دره
سه‌دره از شهر غربی و بالادستی شهرستان فنگجیه در چونگ‌چینگ تا شهر شرقی و پایین‌دستی ایچانگ در هوبئی کشیده شده‌اند. منطقه مخزن سه‌دره تقریباً ۲۰۰ کیلومتر (۱۲۰ مایل) طول دارد، در حالی که سه‌دره خود حدود ۱۲۰ کیلومتر (۷۵ مایل) از این منطقه را دربر می‌گیرد: این امر توجه جهانی را به سد سه‌دره جلب کرده و فرهنگ و محیط زیست منطقه را تغییر داده است.
اگرچه این منطقه بیشتر به خاطر مناظر طبیعی خود معروف است، اما منطقه سه‌دره از نظر تاریخی و فرهنگی نیز در چین اهمیت دارد. بسیاری از شهرها و سایت‌های باستان‌شناسی توسط مخزن بالادستی سد سه‌دره زیر آب رفته‌اند.